# Wereldkampioenschappen biatlon 2016
De wereldkampioenschappen biatlon 2016 werden van 2 tot en met 13 maart 2016 gehouden in Oslo.
De resultaten van de wereldkampioenschappen telden ook mee voor de wereldbeker.

## Wedstrijdschema
| Datum    | Lokale tijd   | Mannen                | Vrouwen             |
| -------- | ------------- | --------------------- | ------------------- |
| 03 maart | 15:30         | Gemengde estafette    | Gemengde estafette  |
| 05 maart | 11:30 / 14:30 | 10 km sprint          | 7,5 km sprint       |
| 06 maart | 13:30 / 15:45 | 12,5 km achtervolging | 10 km achtervolging |
| 09 maart | 15:30         |                       | 15 km individueel   |
| 10 maart | 15:30         | 20 km individueel     |                     |
| 11 maart | 15:30         |                       | 4×6 km estafette    |
| 12 maart | 15:30         | 4×7,5 km estafette    |                     |
| 13 maart | 16:00 / 13:00 | 15 km massastart      | 12,5 km massastart  |

## Medailles

### Mannen
| Onderdeel             | Goud | Goud                                                                    | Zilver | Zilver                                               | Brons | Brons                                              |
| --------------------- | ---- | ----------------------------------------------------------------------- | ------ | ---------------------------------------------------- | ----- | -------------------------------------------------- |
| 20 km individueel     | FRA  | Martin Fourcade                                                         | AUT    | Dominik Landertinger                                 | AUT   | Simon Eder                                         |
| 10 km sprint          | FRA  | Martin Fourcade                                                         | NOR    | Ole Einar Bjørndalen                                 | UKR   | Serhij Semenov                                     |
| 12,5 km achtervolging | FRA  | Martin Fourcade                                                         | NOR    | Ole Einar Bjørndalen                                 | NOR   | Emil Hegle Svendsen                                |
| 15 km massastart      | NOR  | Johannes Thingnes Bø                                                    | FRA    | Martin Fourcade                                      | NOR   | Ole Einar Bjørndalen                               |
| 4×7,5 km estafette    | NOR  | Ole Einar Bjørndalen Johannes Thingnes Bø Tarjei Bø Emil Hegle Svendsen | GER    | Erik Lesser Benedikt Doll Arnd Peiffer Simon Schempp | CAN   | Christian Gow Nathan Smith Scott Gow Brendan Green |

### Vrouwen
| Onderdeel           | Goud | Goud                                                            | Zilver | Zilver                                                           | Brons | Brons                                                                    |
| ------------------- | ---- | --------------------------------------------------------------- | ------ | ---------------------------------------------------------------- | ----- | ------------------------------------------------------------------------ |
| 15 km individueel   | FRA  | Marie Dorin Habert                                              | FRA    | Anaïs Bescond                                                    | GER   | Laura Dahlmeier                                                          |
| 7,5 km sprint       | NOR  | Tiril Eckhoff                                                   | FRA    | Marie Dorin Habert                                               | GER   | Laura Dahlmeier                                                          |
| 10 km achtervolging | GER  | Laura Dahlmeier                                                 | ITA    | Dorothea Wierer                                                  | FRA   | Marie Dorin Habert                                                       |
| 12,5 km massastart  | FRA  | Marie Dorin Habert                                              | GER    | Laura Dahlmeier                                                  | FIN   | Kaisa Mäkäräinen                                                         |
| 4×6 km estafette    | NOR  | Synnøve Solemdal Fanny Horn Birkeland Tiril Eckhoff Marte Olsbu | FRA    | Justine Braisaz Anaïs Bescond Anaïs Chevalier Marie Dorin Habert | GER   | Franziska Preuß Franziska Hildebrand Maren Hammerschmidt Laura Dahlmeier |

### Gemengd
| Onderdeel          | Goud | Goud                                                                    | Zilver | Zilver                                                          | Brons | Brons                                                    |
| ------------------ | ---- | ----------------------------------------------------------------------- | ------ | --------------------------------------------------------------- | ----- | -------------------------------------------------------- |
| Gemengde estafette | FRA  | Anaïs Bescond Marie Dorin Habert Quentin Fillon Maillet Martin Fourcade | GER    | Franziska Preuß Franziska Hildebrand Arnd Peiffer Simon Schempp | NOR   | Marte Olsbu Tiril Eckhoff Johannes Thingnes Bø Tarjei Bø |

### Medailleklassement
| Plaats | Land       | Goud | Zilver | Brons | Totaal |
| 1      | Frankrijk  | 6    | 4      | 1     | 11     |
| 2      | Noorwegen  | 4    | 2      | 3     | 9      |
| 3      | Duitsland  | 1    | 3      | 3     | 7      |
| 4      | Oostenrijk | 0    | 1      | 1     | 2      |
| 5      | Italië     | 0    | 1      | 0     | 1      |
| 6      | Canada     | 0    | 0      | 1     | 1      |
| 6      | Finland    | 0    | 0      | 1     | 1      |
| 6      | Oekraïne   | 0    | 0      | 1     | 1      |
| Totaal | Totaal     | 11   | 11     | 11    | 33     |

## Uitslagen

### Individueel
| 20 km mannen | 20 km mannen         | 20 km mannen | 20 km mannen | 20 km mannen |
| #            | Naam                 | Land         | Straf        | Tijd         |
| ------------ | -------------------- | ------------ | ------------ | ------------ |
| Goud         | Martin Fourcade      | FRA          | 1 (0+1+0+0)  | 49.13,9      |
| Zilver       | Dominik Landertinger | AUT          | 0 (0+0+0+0)  | +5,1         |
| Brons        | Simon Eder           | AUT          | 0 (0+0+0+0)  | +14,4        |
| 4            | Johannes Thingnes Bø | NOR          | 1 (0+0+0+1)  | +57,2        |
| 5            | Michal Krčmář        | CZE          | 0 (0+0+0+0)  | +1.16.4      |
| 6            | Jakov Fak            | SLO          | 1 (0+0+1+0)  | +1.40,4      |
| 7            | Erik Lesser          | GER          | 1 (0+1+0+0)  | +1.54,7      |
| 8            | Jevgeni Garanitsjev  | RUS          | 2 (0+1+1+0)  | +2.04,6      |
| 9            | Andreas Birnbacher   | GER          | 1 (0+0+1+0)  | +2.11,9      |
| 10           | Simon Fourcade       | FRA          | 2 (1+0+0+1)  | +2.18,4      |

| 15 km vrouwen | 15 km vrouwen        | 15 km vrouwen | 15 km vrouwen | 15 km vrouwen |
| #             | Naam                 | Land          | Straf         | Tijd          |
| ------------- | -------------------- | ------------- | ------------- | ------------- |
| Goud          | Marie Dorin Habert   | FRA           | 1 (0+0+0+1)   | 44.02,8       |
| Zilver        | Anaïs Bescond        | FRA           | 1 (0+0+0+1)   | +12,2         |
| Brons         | Laura Dahlmeier      | GER           | 2 (1+0+1+0)   | +1.17,8       |
| 4             | Veronika Vítková     | CZE           | 1 (0+1+0+0)   | +1.26,8       |
| 5             | Gabriela Soukalová   | CZE           | 2 (1+0+0+1)   | +1.36,8       |
| 6             | Franziska Hildebrand | GER           | 1 (1+0+0+0)   | +1.37,7       |
| 7             | Krystyna Guzik       | POL           | 1 (0+0+1+0)   | +1.39,4       |
| 8             | Dorothea Wierer      | ITA           | 2 (1+1+0+0)   | +1.43,3       |
| 9             | Iryna Varvynets      | UKR           | 1 (0+0+0+1)   | +1.56,3       |
| 10            | Alexia Runggaldier   | ITA           | 1 (1+0+0+0)   | +1.57,5       |

### Sprint
| 10 km mannen | 10 km mannen         | 10 km mannen | 10 km mannen | 10 km mannen |
| #            | Naam                 | Land         | Straf        | Tijd         |
| ------------ | -------------------- | ------------ | ------------ | ------------ |
| Goud         | Martin Fourcade      | FRA          | 0 (0+0)      | 24:35,4      |
| Zilver       | Ole Einar Bjørndalen | NOR          | 0 (0+0)      | +26,9        |
| Brons        | Serhij Semenov       | UKR          | 0 (0+0)      | +27,6        |
| 4            | Johannes Thingnes Bø | NOR          | 1 (0+1)      | +35,5        |
| 5            | Dominik Windisch     | ITA          | 1 (1+0)      | +39,5        |
| 6            | Jevgeni Garanitsjev  | RUS          | 1 (0+1)      | +40,4        |
| 7            | Arnd Peiffer         | GER          | 0 (0+0)      | +42,1        |
| 8            | Simon Schempp        | GER          | 1 (1+0)      | +43,8        |
| 9            | Dominik Landertinger | AUT          | 1 (1+0)      | +46,0        |
| 10           | Vladimir Iliev       | BUL          | 1 (0+1)      | +52,2        |

| 7,5 km vrouwen | 7,5 km vrouwen       | 7,5 km vrouwen | 7,5 km vrouwen | 7,5 km vrouwen |
| #              | Naam                 | Land           | Straf          | Tijd           |
| -------------- | -------------------- | -------------- | -------------- | -------------- |
| Goud           | Tiril Eckhoff        | NOR            | 0 (0+0)        | 21:10,8        |
| Zilver         | Marie Dorin Habert   | FRA            | 0 (0+0)        | +15,0          |
| Brons          | Laura Dahlmeier      | GER            | 1 (1+0)        | +19,8          |
| 4              | Gabriela Soukalová   | CZE            | 1 (1+0)        | +37,8          |
| 5              | Dorothea Wierer      | ITA            | 0 (0+0)        | +38,2          |
| 6              | Mona Brorsson        | SWE            | 0 (0+0)        | +43,9          |
| 7              | Veronika Vítková     | CZE            | 0 (0+0)        | +46,0          |
| 8              | Susan Dunklee        | USA            | 1 (0+1)        | +48,2          |
| 9              | Kaisa Mäkäräinen     | FIN            | 1 (0+1)        | +48,5          |
| 10             | Franziska Hildebrand | GER            | 0 (0+0)        | +50,9          |

### Achtervolging
| 12,5 km mannen | 12,5 km mannen         | 12,5 km mannen | 12,5 km mannen | 12,5 km mannen |
| #              | Naam                   | Land           | Straf          | Tijd           |
| -------------- | ---------------------- | -------------- | -------------- | -------------- |
| Goud           | Martin Fourcade        | FRA            | 3 (0+0+1+2)    | 32:56,5        |
| Zilver         | Ole Einar Bjørndalen   | NOR            | 2 (1+0+0+1)    | +20,1          |
| Brons          | Emil Hegle Svendsen    | NOR            | 1 (0+0+0+1)    | +31,2          |
| 4              | Johannes Thingnes Bø   | NOR            | 3 (0+2+0+1)    | +38,3          |
| 5              | Jakov Fak              | SLO            | 0 (0+0+0+0)    | +41,9          |
| 6              | Simon Desthieux        | FRA            | 0 (0+0+0+0)    | +42,9          |
| 7              | Erik Lesser            | GER            | 2 (0+0+0+2)    | +43,3          |
| 8              | Serhij Semenov         | UKR            | 3 (1+0+1+1)    | +50,0          |
| 9              | Anton Sjipoelin        | RUS            | 1 (0+0+0+1)    | +59,9          |
| 10             | Quentin Fillon Maillet | FRA            | 2 (0+1+1+0)    | +59,9          |

| 10 km vrouwen | 10 km vrouwen        | 10 km vrouwen | 10 km vrouwen | 10 km vrouwen |
| #             | Naam                 | Land          | Straf         | Tijd          |
| ------------- | -------------------- | ------------- | ------------- | ------------- |
| Goud          | Laura Dahlmeier      | GER           | 0 (0+0+0+0)   | 30:49,2       |
| Zilver        | Dorothea Wierer      | ITA           | 2 (0+1+1+0)   | +48,3         |
| Brons         | Marie Dorin Habert   | FRA           | 3 (0+0+2+1)   | +57,3         |
| 4             | Franziska Hildebrand | GER           | 1 (1+0+0+0)   | +1:01,8       |
| 5             | Olena Pidhroesjna    | UKR           | 1 (0+0+1+0)   | +1:18,6       |
| 6             | Franziska Preuß      | GER           | 0 (0+0+0+0)   | +1:19,0       |
| 7             | Kaisa Mäkäräinen     | FIN           | 4 (2+0+2+0)   | +1:40,0       |
| 8             | Veronika Vítková     | CZE           | 3 (1+0+2+0)   | +1:42,5       |
| 9             | Joelia Dzjyma        | UKR           | 1 (0+0+1+0)   | +1:48,2       |
| 10            | Susan Dunklee        | USA           | 4 (0+1+3+0)   | +1:52,5       |

### Massastart
| 15 km mannen | 15 km mannen         | 15 km mannen | 15 km mannen | 15 km mannen |
| #            | Naam                 | Land         | Straf        | Tijd         |
| ------------ | -------------------- | ------------ | ------------ | ------------ |
| Goud         | Johannes Thingnes Bø | NOR          | 1 (0+0+1+0)  | 37:05,1      |
| Zilver       | Martin Fourcade      | FRA          | 1 (1+0+0+0)  | +2,8         |
| Brons        | Ole Einar Bjørndalen | NOR          | 0 (0+0+0+0)  | +6,7         |
| 4            | Dominik Windisch     | ITA          | 2 (1+0+0+1)  | +19,8        |
| 5            | Arnd Peiffer         | GER          | 1 (1+0+0+0)  | +19,9        |
| 6            | Tarjei Bø            | NOR          | 2 (1+1+0+0)  | +21,8        |
| 7            | Jakov Fak            | SLO          | 1 (0+0+1+0)  | +21,9        |
| 8            | Serhij Semenov       | UKR          | 0 (0+0+0+0)  | +31,6        |
| 9            | Anton Sjipoelin      | RUS          | 2 (0+1+0+1)  | +41,0        |
| 10           | Lowell Bailey        | USA          | 1 (0+0+0+1)  | +41,7        |

| 12,5 km vrouwen | 12,5 km vrouwen      | 12,5 km vrouwen | 12,5 km vrouwen | 12,5 km vrouwen |
| #               | Naam                 | Land            | Straf           | Tijd            |
| --------------- | -------------------- | --------------- | --------------- | --------------- |
| Goud            | Marie Dorin Habert   | FRA             | 0 (0+0+0+0)     | 32:28,5         |
| Zilver          | Laura Dahlmeier      | GER             | 1 (0+0+1+0)     | +7,3            |
| Brons           | Kaisa Mäkäräinen     | FIN             | 1 (0+0+1+0)     | +8,1            |
| 4               | Gabriela Soukalová   | CZE             | 1 (0+1+0+0)     | +30,9           |
| 5               | Anaïs Bescond        | FRA             | 2 (1+0+1+0)     | +39,2           |
| 6               | Veronika Vítková     | CZE             | 2 (1+0+0+1)     | +42,7           |
| 7               | Marte Olsbu          | NOR             | 3 (1+0+2+0)     | +43,9           |
| 8               | Franziska Preuß      | GER             | 2 (1+0+1+0)     | +44,2           |
| 9               | Fanny Horn Birkeland | NOR             | 2 (1+0+1+0)     | +51,1           |
| 10              | Nadezjda Skardino    | BLR             | 0 (0+0+0+0)     | +52,0           |

### Estafette
| 4×7,5 km mannen | 4×7,5 km mannen                                                         | 4×7,5 km mannen | 4×7,5 km mannen                         | 4×7,5 km mannen |
| #               | Naam                                                                    | Land            | Straf                                   | Tijd            |
| --------------- | ----------------------------------------------------------------------- | --------------- | --------------------------------------- | --------------- |
| Goud            | Ole Einar Bjørndalen Johannes Thingnes Bø Tarjei Bø Emil Hegle Svendsen | NOR             | 0+0 - 0+2 0+1 - 0+1 0+0 - 0+0 0+0 - 0+2 | 1:13.16,8       |
| Zilver          | Erik Lesser Benedikt Doll Arnd Peiffer Simon Schempp                    | GER             | 0+0 - 0+0 0+1 - 0+1 0+0 - 0+1           | + 11,5          |
| Brons           | Christian Gow Nathan Smith Scott Gow Brendan Green                      | CAN             | 0+0 - 0+0 0+1 - 0+1 0+0 - 0+3 0+0 - 0+0 | + 23,4          |
| 4               | Sven Grossegger Simon Eder Julian Eberhard Dominik Landertinger         | AUT             | 0+0 - 0+3 0+1 - 0+0 0+2 - 1+3 0+0 - 0+1 | + 53,5          |
| 5               | Michal Krčmář Jaroslav Soukup Ondřej Moravec Michal Šlesingr            | CZE             | 0+1 - 0+0 0+0 - 0+1 0+0 - 0+3 0+1 - 0+1 | + 54,4          |
| 6               | Maksim Tsvetkov Jevgeni Garanitsjev Anton Babikov Anton Sjipoelin       | RUS             | 0+0 - 0+0 0+0 - 1+3 0+0 - 0+2           | + 1.06,4        |
| 7               | Torstein Stenersen Jesper Nelin Peppe Femling Fredrik Lindström         | SWE             | 0+3 - 0+0 0+0 - 0+1 0+1 - 0+3 0+0 - 0+2 | + 1.06,6        |
| 8               | Lowell Bailey Leif Nordgren Tim Burke Sean Doherty                      | USA             | 0+0 - 0+1 0+1 - 0+1 0+1 - 0+0           | + 1.27,3        |
| 9               | Simon Fourcade Simon Desthieux Quentin Fillon Maillet Martin Fourcade   | FRA             | 0+1 - 0+3 0+0 - 0+3 0+1 - 0+2 0+0 - 0+0 | + 1.57,7        |
| 10              | Jeremy Finello Serafin Wiestner Benjamin Weger Mario Dolder             | SUI             | 0+0 - 0+2 0+1 - 0+0 0+1 - 0+2           | + 2.05,8        |

| 4×6 km vrouwen | 4×6 km vrouwen                                                           | 4×6 km vrouwen | 4×6 km vrouwen                          | 4×6 km vrouwen |
| #              | Naam                                                                     | Land           | Straf                                   | Tijd           |
| -------------- | ------------------------------------------------------------------------ | -------------- | --------------------------------------- | -------------- |
| Goud           | Synnøve Solemdal Fanny Horn Birkeland Tiril Eckhoff Marte Olsbu          | NOR            | 0+0 - 0+0 0+1 - 0+1 0+0 - 0+0 0+2 - 0+2 | 1:07:10,0      |
| Zilver         | Justine Braisaz Anaïs Bescond Anaïs Chevalier Marie Dorin Habert         | FRA            | 0+3 - 0+2 0+0 - 0+0 0+0 - 0+1 0+2 - 0+0 | +5,3           |
| Brons          | Franziska Preuß Franziska Hildebrand Maren Hammerschmidt Laura Dahlmeier | GER            | 0+0 - 0+2 0+0 - 0+0 0+0 - 0+2 0+0 - 0+0 | +28,6          |
| 4              | Magdalena Gwizdoń Monika Hojnisz Weronika Nowakowska Krystyna Guzik      | POL            | 0+1 - 0+1 0+0 - 0+1 0+0 - 0+2 0+1 - 0+1 | +1:08,4        |
| 5              | Valj Semerenko Iryna Varvynets Olena Pidhroesjna Joelia Dzjyma           | UKR            | 0+0 - 0+3 0+0 - 0+0 0+0 - 3+3 0+0 - 0+0 | +1:27,7        |
| 6              | Jessica Jislová Gabriela Soukalová Lucie Charvátová Veronika Vítková     | CZE            | 0+0 - 0+2 0+0 - 0+0 0+0 - 3+3 0+0 - 0+0 | +1:49,3        |
| 7              | Lisa Vittozzi Karin Oberhofer Alexia Runggaldier Dorothea Wierer         | ITA            | 0+0 - 0+2 0+0 - 0+0 0+1 - 1+3           | +1:49,3        |
| 8              | Galina Visjnevskaja Darja Oesanova Anna Kristanova Alina Rajkova         | KAZ            | 0+0 - 0+0 0+0 - 0+1 0+1 - 0+1 0+2 - 0+2 | +2:08,4        |
| 9              | Andreja Mali Teja Gregorin Anja Erzen Urska Poje                         | SLO            | 0+1 - 0+0 0+0 - 0+0 0+0 - 0+2 0+2 - 0+0 | +2:54,9        |
| 10             | Anna Magnusson Mona Brorsson Ingela Andersson Linn Persson               | SWE            | 0+1 - 0+0 0+0 - 0+0 0+1 - 0+0 1+3 - 0+1 | +3:04,6        |

### Gemengde estafette
| 2×6 km vrouwen + 2×7,5 km mannen | 2×6 km vrouwen + 2×7,5 km mannen                                              | 2×6 km vrouwen + 2×7,5 km mannen | 2×6 km vrouwen + 2×7,5 km mannen        | 2×6 km vrouwen + 2×7,5 km mannen |
| #                                | Naam                                                                          | Land                             | Straf                                   | Tijd                             |
| -------------------------------- | ----------------------------------------------------------------------------- | -------------------------------- | --------------------------------------- | -------------------------------- |
| Goud                             | Anaïs Bescond Marie Dorin Habert Quentin Fillon Maillet Martin Fourcade       | FRA                              | 0+0 - 0+3 0+0 - 0+1 0+2 - 0+1 0+0 - 0+1 | 1:14:01,0                        |
| Zilver                           | Franziska Preuß Franziska Hildebrand Arnd Peiffer Simon Schempp               | GER                              | 0+2 - 0+0 0+0 - 0+1 0+1 - 0+1           | +4,3                             |
| Brons                            | Marte Olsbu Tiril Eckhoff Johannes Thingnes Bø Tarjei Bø                      | NOR                              | 0+1 - 0+0 0+2 - 0+2 0+1 - 0+1 0+3 - 0+0 | +14,4                            |
| 4                                | Valj Semerenko Olena Pidhroesjna Serhij Semenov Dmytro Pidroetsjni            | UKR                              | 0+1 - 0+1 0+2 - 0+2 0+0 - 0+1 0+0 - 0+2 | +29,8                            |
| 5                                | Dunja Zdouc Lisa Theresa Hauser Simon Eder Dominik Landertinger               | AUT                              | 0+1 - 0+1 0+0 - 0+0 0+0 - 0+1 0+0 - 0+0 | +1:07,1                          |
| 6                                | Veronika Vítková Gabriela Soukalová Michal Šlesingr Michal Krčmář             | CZE                              | 0+3 - 0+2 0+0 - 0+0                     | +1:23,3                          |
| 7                                | Jekaterina Sjoemilova Jekaterina Joerlova Jevgeni Garanitsjev Anton Sjipoelin | RUS                              | 0+0 - 1+3 0+0 - 0+1 0+1 - 0+1 0+2 - 0+0 | +1:32,9                          |
| 8                                | Dorothea Wierer Karin Oberhofer Lukas Hofer Dominik Windisch                  | ITA                              | 0+1 - 0+0 0+3 - 0+3 0+2 - 0+3 0+3 - 0+0 | +1:55,4                          |
| 9                                | Nadezjda Skardino Iryna Krjoeko Vladimir Tsjepelin Aleksandr Darozjka         | BLR                              | 0+0 - 0+0 0+0 - 0+1 0+0 - 0+0           | +2:09,1                          |
| 10                               | Susan Dunklee Hannah Dreissigacker Lowell Bailey Sean Doherty                 | USA                              | 0+0 - 0+0 0+2 - 0+1 0+0 - 0+0 0+1 - 0+1 | +2:19,6                          |